# Gran Premio de Gran Bretaña de Motociclismo de 2003
El Gran Premio de Gran Bretaña de Motociclismo de 2003 fue la octava prueba del Campeonato del Mundo de Motociclismo de 2003. Tuvo lugar en el fin de semana del 12 al 13 de julio de 2003 en el Donington Park, situado en la localidad de North West Leicestershire, Inglaterra, Reino Unido. La carrera de MotoGP fue ganada por Max Biaggi, seguido de Sete Gibernau y Valentino Rossi. Fonsi Nieto ganó la prueba de 250cc, por delante de Manuel Poggiali y Anthony West. La carrera de 125cc fue ganada por Héctor Barberá, Andrea Dovizioso fue segundo y Stefano Perugini tercero.

## Resultados MotoGP
| Pos | Piloto            | Constructor | Tiempo/Retirado | Grilla | Puntos |
| --- | ----------------- | ----------- | --------------- | ------ | ------ |
| 1   | Max Biaggi        | Honda       | 46:06.688       | 1      | 25     |
| 2   | Sete Gibernau     | Honda       | +7.138          | 2      | 20     |
| 3   | Valentino Rossi   | Honda       | +8.794          | 4      | 16     |
| 4   | Loris Capirossi   | Ducati      | +13.041         | 7      | 13     |
| 5   | Troy Bayliss      | Ducati      | +16.269         | 6      | 11     |
| 6   | Carlos Checa      | Yamaha      | +27.085         | 5      | 10     |
| 7   | Noriyuki Haga     | Aprilia     | +27.662         | 14     | 9      |
| 8   | Nicky Hayden      | Honda       | +32.012         | 13     | 8      |
| 9   | Shinya Nakano     | Yamaha      | +34.799         | 11     | 7      |
| 10  | Colin Edwards     | Aprilia     | +35.001         | 9      | 6      |
| 11  | John Hopkins      | Suzuki      | +48.165         | 15     | 5      |
| 12  | Yukio Kagayama    | Suzuki      | +1:00.423       | 17     | 4      |
| 13  | Makoto Tamada     | Honda       | +1:06.160       | 16     | 3      |
| 14  | Ryuichi Kiyonari  | Honda       | +1:14.866       | 20     | 2      |
| 15  | Nobuatsu Aoki     | Proton      | +1:30.291       | 22     | 1      |
| 16  | Garry McCoy       | Kawasaki    | +1 Lap          | 18     |        |
| 17  | Andrew Pitt       | Kawasaki    | +1 Lap          | 21     |        |
| Ret | Olivier Jacque    | Yamaha      | Retirement      | 8      |        |
| Ret | Jeremy McWilliams | Proton      | Retirement      | 19     |        |
| Ret | José David de Gea | Sabre V4    | Retirement      | 24     |        |
| Ret | Marco Melandri    | Yamaha      | Retirement      | 3      |        |
| Ret | Tohru Ukawa       | Honda       | Retirement      | 10     |        |
| Ret | Chris Burns       | Roc Yamaha  | Retirement      | 23     |        |

## Resultados 250cc
| Pos | Piloto            | Constructor | Tiempo/Retirado | Grilla | Puntos |
| --- | ----------------- | ----------- | --------------- | ------ | ------ |
| 1   | Fonsi Nieto       | Aprilia     | 42:58.011       | 1      | 25     |
| 2   | Manuel Poggiali   | Aprilia     | +0.269          | 2      | 20     |
| 3   | Anthony West      | Aprilia     | +2.558          | 10     | 16     |
| 4   | Toni Elías        | Aprilia     | +2.933          | 3      | 13     |
| 5   | Roberto Rolfo     | Honda       | +2.934          | 7      | 11     |
| 6   | Sebastián Porto   | Honda       | +25.030         | 8      | 10     |
| 7   | Franco Battaini   | Aprilia     | +27.663         | 6      | 9      |
| 8   | Randy de Puniet   | Aprilia     | +31.591         | 5      | 8      |
| 9   | Naoki Matsudo     | Yamaha      | +50.348         | 4      | 7      |
| 10  | Alex Debón        | Honda       | +53.337         | 12     | 6      |
| 11  | Jason Vincent     | Aprilia     | +58.098         | 11     | 5      |
| 12  | Héctor Faubel     | Aprilia     | +1:00.050       | 16     | 4      |
| 13  | Chaz Davies       | Aprilia     | +1:00.250       | 17     | 3      |
| 14  | Jakub Smrž        | Honda       | +1:10.355       | 21     | 2      |
| 15  | Dirk Heidolf      | Aprilia     | +1:11.666       | 23     | 1      |
| 16  | Hugo Marchand     | Aprilia     | +1:15.036       | 19     |        |
| 17  | Alex Baldolini    | Aprilia     | +1:23.682       | 20     |        |
| 18  | Henk vd Lagemaat  | Honda       | +1 Lap          | 24     |        |
| 19  | Katja Poensgen    | Honda       | +1 Lap          | 27     |        |
| Ret | Joan Olivé        | Aprilia     | Retirement      | 18     |        |
| Ret | Erwan Nigon       | Aprilia     | Retirement      | 15     |        |
| Ret | Lee Dickinson     | Yamaha      | Retirement      | 26     |        |
| Ret | Johann Stigefelt  | Aprilia     | Retirement      | 14     |        |
| Ret | Philip Desborough | Yamaha      | Retirement      | 25     |        |
| Ret | Eric Bataille     | Honda       | Retirement      | 13     |        |
| Ret | Christian Gemmel  | Honda       | Retirement      | 22     |        |
| Ret | Sylvain Guintoli  | Aprilia     | Retirement      | 9      |        |

## Resultados 125cc
| Pos | Piloto            | Constructor | Tiempo/Retirado | Grilla | Puntos |
| --- | ----------------- | ----------- | --------------- | ------ | ------ |
| 1   | Héctor Barberá    | Aprilia     | 41:25.907       | 6      | 25     |
| 2   | Andrea Dovizioso  | Honda       | +0.605          | 3      | 20     |
| 3   | Stefano Perugini  | Aprilia     | +2.597          | 1      | 16     |
| 4   | Alex de Angelis   | Aprilia     | +9.170          | 10     | 13     |
| 5   | Casey Stoner      | Aprilia     | +11.692         | 9      | 11     |
| 6   | Pablo Nieto       | Aprilia     | +15.898         | 11     | 10     |
| 7   | Mika Kallio       | Honda       | +21.004         | 5      | 9      |
| 8   | Arnaud Vincent    | KTM         | +21.756         | 17     | 8      |
| 9   | Gábor Talmácsi    | Aprilia     | +22.212         | 15     | 7      |
| 10  | Lucio Cecchinello | Aprilia     | +23.642         | 8      | 6      |
| 11  | Mirko Giansanti   | Aprilia     | +23.812         | 20     | 5      |
| 12  | Gioele Pellino    | Aprilia     | +34.153         | 16     | 4      |
| 13  | Masao Azuma       | Honda       | +35.552         | 22     | 3      |
| 14  | Álvaro Bautista   | Aprilia     | +35.873         | 18     | 2      |
| 15  | Mike Di Meglio    | Aprilia     | +36.203         | 26     | 1      |
| 16  | Marco Simoncelli  | Aprilia     | +44.343         | 24     |        |
| 17  | Imre Tóth         | Honda       | +51.520         | 25     |        |
| 18  | Julián Simón      | Malaguti    | +1:06.379       | 30     |        |
| 19  | Gino Borsoi       | Aprilia     | +1:06.972       | 12     |        |
| 20  | Peter Lenart      | Honda       | +1:11.783       | 33     |        |
| 21  | Ismael Ortega     | Aprilia     | +1:12.473       | 32     |        |
| 22  | Thomas Lüthi      | Honda       | +1:26.143       | 13     |        |
| 23  | Paul Veazey       | Honda       | +1 Lap          | 34     |        |
| 24  | Midge Smart       | Honda       | +1 Lap          | 36     |        |
| 25  | Lee Longden       | Honda       | +1 Lap          | 37     |        |
| 26  | Chester Lusk      | Honda       | +2 Laps         | 38     |        |
| Ret | Kris Weston       | Honda       | Retirement      | 35     |        |
| Ret | Emilio Alzamora   | Derbi       | Retirement      | 28     |        |
| Ret | Dani Pedrosa      | Honda       | Retirement      | 2      |        |
| Ret | Roberto Locatelli | KTM         | Retirement      | 27     |        |
| Ret | Leon Camier       | Honda       | Retirement      | 31     |        |
| Ret | Stefano Bianco    | Gilera      | Retirement      | 29     |        |
| Ret | Youichi Ui        | Aprilia     | Retirement      | 14     |        |
| Ret | Simone Corsi      | Honda       | Retirement      | 4      |        |
| Ret | Jorge Lorenzo     | Derbi       | Retirement      | 19     |        |
| Ret | Max Sabbatani     | Aprilia     | Retirement      | 21     |        |
| Ret | Fabrizio Lai      | Malaguti    | Retirement      | 23     |        |
| Ret | Steve Jenkner     | Aprilia     | Retirement      | 7      |        |